# Hormocladium kaki
Hormocladium kaki är en svampart som först beskrevs av Hori & Yoshino, och fick sitt nu gällande namn av Franz Xaver von Höhnel 1923. Hormocladium kaki ingår i släktet Hormocladium, divisionen sporsäcksvampar och riket svampar.   Inga underarter finns listade i Catalogue of Life.